# Championnat de France masculin de handball de Nationale 3
Le Championnat de France masculin de handball de Nationale 3 est une compétition de handball qui représente en France le 5e échelon des clubs masculins. La compétition se déroule annuellement sous forme d'un championnat mettant aux prises 96 clubs amateurs ou réserves de clubs professionnels, répartis en 8 poules de 12 équipes.

## Formule de la compétition
Pour la saison 2020-2021, le championnat est composé de 8 poules de 12 clubs (14 précédemment) soit 96 clubs repartis selon leur classement la saison précédent et leur situation géographie (France métropolitaine uniquement).
À la fin de la saison régulière, le premier de chaque poule accède à la Nationale 2 (sous réserve de répondre aux conditions d’accessions, dans le cas contraire c'est le deuxième qui est promu). Ils sont remplacés par 17 clubs relégués de Nationale 2. Les 4 derniers de chaque poule (soit 32 clubs) sont relégués en Championnat Prénational régional d'où sont promus 23 clubs.
Le meilleur premier, déterminé selon son nombre de points par match puis son attaque et son goal average affronte un club ultramarin : le vainqueur de ce match est déclaré champion de France de Nationale 3.

## Les clubs de l'édition 2021-2022
- Bordeaux ÉC (BEC)
- HBC Carcassonne
- Stade Cadurcien HB
- Stade Hendayais HB
- HBC Marmandais
- HBC Oloron
- Orthez HBC
- Pau Nousty Sports rés.
- Stade Pessac (SPUC)
- HBC Thuir
- Tournefeuille HB
- Entente TUC-Balma

- SL Aubigny Moutiers VHB (SLAM VHB)
- Aunis HB La Rochelle-Périgny
- Bléré Val-de-Cher HB
- Lezay / Celles
- CAPO Limoges HB
- Limoges Hand 87 rés.
- HBC Objat Corrèze
- RACC HB Nantes
- Atlantique Rezé HB
- OHB Sainte-Gemmes-sur-Loire
- Entente Sarthe HB Pays du Mans
- CSM Sully HB

- Asnières HBC
- Bois-Colombes Sports HB (BCS)
- JA Bruz Handball
- ES Falaise HB Calvados
- Guingamp HB
- Houilles-Le Vésinet-Carrières
- AL Loudéac HB (ALL HB)
- Morlaix / Plougonven HB
- Paris Sport Club
- Pays d'Auray HB
- Plaisir - Les Clayes HBC (PLCHB)
- CSM Puteaux HB

- EAL Abbeville
- SO Calais HB
- FJEP Courmelles HB
- Courseulles HBC
- FB2M Handball
- Gravelines USHB
- Issy HBM
- Le Chesnay Yvelines HB
- Saint-Sébastien Sports HB
- Élite Val d'Oise HB rés.
- CLOS Wahagnies HB
- CO Wattrelosien HB

- Amnéville (7 Amnévillois)
- CM Aubervilliers
- Bogny Hautes Rivières HB
- Chevigny-Saint-Sauveur HB (CSHB)
- Joinville HA
- Amical Laïque Neuves-Maisons HB
- Pays Haut HB (P2H)
- AS Saint-Mandé HB
- Saint-Michel SH
- Stella Sports Saint-Maur
- Entente du Thelle
- Thionville Moselle HB (TMHB)

- Beaujolais Val-de-Saône HB
- Bron / Vénissieux rés. / Lyon Métropole HB
- AS Haguenau Handball (ASH HB)
- Luxeuil Handball
- BEEX-VA Pays de Montbéliard HB
- Bassin Mussipontain Handball
- HA Illkirch-Graffenstaden (HAIG)
- HC Marckolsheim
- Lynx Mulhouse Handball (LMHB)
- Palente Besançon Handball
- Soultz HB
- Val de Gray HB

- ASS Albertville-Ugine (ASSAU)
- HBC Cournon-d’Auvergne  rés.
- Firminy Vallée de l'Ondaine Handball (FVOH)
- Lattes Handball
- Handball Meximieux
- Handball Club Pérignat (HPC)
- Pays Voironnais HB (PVHB)
- Rhone-Eyrieux (HBRE Ardèche) / Loriol 07/26
- Saint-Chamond HPG (SCHPG)
- AL Saint-Genis-Laval HB
- Vaulx-en-Velin HBC (VVHC)
- Villeurbanne HA rés.

- GFC Ajaccio Handball rés.
- CAUZ HB
- HBC Clermont-Salagou
- Handball Corte
- Frontignan Thau HB rés.
- Gap Handball
- Pays d'Aubagne HBA
- Pays de Grasse HB ASPTT
- Hyères OSH
- La Seyne Var HB
- Prades-le-Lez Handball
- Vitrolles Handball

## Palmarès
- 1990 : ESS Dieulouard HB
- 1993 : CS Bourgoin Jallieu HB
- 1998 : CSA Kremlin-Bicêtre[2]
- 1999 : Tremblay AC
- 2000 : US Créteil rés.
- 2001 : UHB Tarascon Beaucaire
- 2002 : Guadeloupe UC (Guadeloupe)
- 2003 : Libourne HB
- 2004 : Grand Lyon HB rés.
- 2005 : CMS Oissel
- 2006 : CS Mainvillers Chartres HB
- 2007 : Paris Handball rés.
- 2008 : AC Boulogne-Billancourt
- 2009 : Dunkerque Handball Grand Littoral rés.
- 2010 : CS Marseille Provence HB
- 2011 : Saint-Raphaël Var Handball rés.
- 2012 : HBC La Thérouanne
- 2013 : HBC Chalon-sur-Saône
- 2014 : Compiègne HBC
- 2015 : Chartres Métropole Handball 28 rés.
- 2016 : Olympique Grand Avignon Handball [3]
- 2017 : HBC Serris Val d’Europe[4]
- 2018 : ?
- 2019 : ?
- 2020 : Compétition annulée[5].
- 2021 : Compétition arrêtée
- 2022 : Prades-le-Lez Handball[6]
- 2023 : AC Soissons[7]
- 2024 : JS Cherbourg rés.